# 食物安全中心
食物安全中心（英語：Centre for Food Safety）是香港特別行政區政府監察食物安全的機構，通過政府、食物業界和消費者三方面合作，確保香港出售的食物安全和適宜食用。隸屬於環境及生態局的食物環境衞生署，於2006年5月2日成立。

## 標誌
設計沿用部門標誌的主色之一橙色，配襯以象徵「安全與希望」的綠色，及融入中心的英文縮寫。為主體結構，兩旁是加上環形的及。這三個緊扣的組合即是食物安全的伙伴關係，亦帶出中心的使命，就是透過政府、食物業人士及消費者三方的共同努力，提升食物安全水平。

## 歷任首長
食物安全中心首長為「食物安全專員」，負責策劃和督導食物安全監控政策的實施工作，中心的日常管理工作；與內地和海外的食物安全主管機關展開高層談判和保持聯繫；管理包括食物安全專家委員會的諮詢架構；以及監督與食物安全相關的規管職務。歷任食物安全專員如下：
- 麥倩屏（2006年5月—2007年10月）
- 陳漢儀（2007年10月—2012年6月）
- 譚麗芬（2012年6月—2017年6月）
- 何玉賢（2017年7月—2020年4月）
- 徐樂堅（2020年4月—2021年10月）
- 黃宏 （2021年10月-）

## 食物安全中心轄下組織

### 食物監察及管制科

#### 職權範圍
1. 制定和監督在全港推行的食物監察計劃，以確保食物適宜供人食用；
2. 監督食物的進口管制和出口證明；
3. 監督所有食物事故的處理工作，包括調查在食肆爆發經食物傳播疾病的事故、處理食物安全危機和統籌食物回收工作；
4. 聯繫國際食物主管機構、食物商和其他有關人士，確保有效監控食物安全；
5. 制定措施防治源自食用牲口和會影響公眾健康的疾病，工作包括與內地和海外主管機構保持聯繫；
6. 監督在文錦渡食品管制處就內地輸港食物進行的化學檢測工作。

### 風險評估及傳達科

#### 職權範圍
1. 督導風險評估研究，為風險管理工作提供科學依據；
2. 監督香港市民食物消費量調查和有關食物危害和營養素的化驗研究，以支援風險評估工作；
3. 根據本地風險評估結果和國際經驗就食物標準提供意見；
4. 監督食物安全風險傳達工作，包括採用"食物安全重點控制"系統，以促進政府、業界和公眾三方合作；
5. 諮詢相關人士、進行科學研究和規管影響評估，以支援新食物安全規例和法例的制訂工作；
6. 與國際組織、專業學會和關注團體聯繫，以加強食物安全計劃。

### 機構及系統管理科

#### 職權範圍
1. 在食物進口管制及食物監察工作方面，制定推行以資訊科技支援業務模式的轉變的長遠策略；
2. 督導重整業務運作流程、運作程序及資訊管理的工作，並制定有關的策略性建議；
3. 就精簡工序及重整業務運作流程的良好管理辦法提出建議，以便開發可更有效支援數據分析及風險評估的電腦系統；
4. 就「貿易單一窗口」計劃，監督所需的協調工作，以便食物安全中心為該計劃提供意見及建議；並確保食物安全中心經重整的資訊科技系統有效與「貿易單一窗口」銜接。

### 食物安全中心行政科

#### 職權範圍
1. 負責監督食物安全中心行政支援服務，包括辦公地方、人事及編制、財務及會計，以及其他一般事務，使該中心有效運作。

### 食物安全專家委員會
食物安全中心之下設立了食物安全專家委員會。專家委員會負責就制定食物安全措施、檢討食物安全標準及就風險傳達策略向食物環境衞生署署長提供意見。專家委員會由學者、專業人士、食物專家、食物業人士、消費者組織成員及其他專家組成。專家委員會的主席及成員由食物及衞生局局長委任，任期兩年。

#### 職權範圍
就以下事項向食物環境衞生署署長提供意見：
1. 現行及新的食物安全運作策略及保障公眾健康措施;
2. 參考國際常規、趨勢和發展制定的有關食物安全及成分的標準/指引以及其在港的適用性;
3. 推廣食物安全的風險傳達策略及如何有效推行有關的風險傳達及公眾教育計劃;及
4. 食物安全中心策劃的研究的新方向。

#### 委員名單

##### 2020-2022 年度
| 職位         | 姓名 |
| ------------ | --- |
| 主席         | 陳振宇教授 |
| 副主席       | 王文雄教授 |
| 本地委員     | 蔡宗葦教授、陳建年、陳善淇獸醫、鄭結文，MH、馬魯愛儀博士、謝立亞教授、謝萬里醫生、溫萬芬博士、黃家興博士、王啟熙獸醫 |
| 香港以外委員 | Scott Crerar博士、Andreas Hensel教授、喬雄梧教授、吳永寧教授                                                         |
| 當然委員     | 食物及衞生局代表 、漁農自然護理署代表、衞生署代表                                                                    |

##### 2016－2018年度
| 職位         | 姓名 |
| ------------ | --- |
| 主席         | 馬正勇教授 |
| 副主席       | 陳振宇教授 |
| 本地委員     | 陳建年、陳善淇獸醫、鄭結文、鍾慧敏、李漢良教授、李惠光、駱國安、馬魯愛儀博士、溫萬芬博士、王文雄教授、黃港住教授、黃淑芳、王紹明醫生、黃蘊明 |
| 香港以外委員 | 陳君石教授、 周展再獸醫官、Steve Hathaway教授、喬雄梧教授                                                                                    |
| 當然委員     | 食物及衞生局代表 、漁農自然護理署代表、衞生署代表                                                                                            |

## 工作項目 (研究及公佈)
1. 降低膳食中的鈉和糖
2. 食物監測計劃
3. 食物安全重點控制系統
4. 基因改造食物
5. 食物標籤上的營養資料
6. 食物安全之風險評估
7. 食物事故應變及管理
8. 食物消費量調查
9. 總膳食研究
10. 有機食物
11. 高風險食物
12. 抗菌素耐藥性

## 外部連結
- 香港特別行政區政府 食物安全中心 （页面存档备份，存于）